# Daichi Sugimoto
Daichi Sugimoto (杉本 大地 Sugimoto Daichi?, Samukawa, Kanagawa, 15 de julio de 1993) es un futbolista japonés que juega como guardameta en el Nagoya Grampus de la J1 League de Japón.

## Clubes
| Club                               | País  | Año       |
| ---------------------------------- | ----- | --------- |
| Kyoto Sanga                        | Japón | 2012-2016 |
| Selección J.League sub-22 (cedido) | Japón | 2014-2015 |
| Tokushima Vortis (cedido)          | Japón | 2016      |
| Yokohama F. Marinos                | Japón | 2017-2019 |
| Júbilo Iwata                       | Japón | 2020-2021 |
| Vegalta Sendai                     | Japón | 2022-2023 |
| Nagoya Grampus                     | Japón | 2023-     |

## Palmarés

### Títulos nacionales
| Título         | Club                | País  | Año  |
| -------------- | ------------------- | ----- | ---- |
| J1 League      | Yokohama F. Marinos | Japón | 2019 |
| Copa J. League | Nagoya Grampus      | Japón | 2024 |